# سلین لوبرن
سلین لوبرَن فرانسوی: Céline Lebrun‎؛ زادهٔ ۲۵ اوت ۱۹۷۶در منطقه ۱۸ پاریس، زن جودوکار فرانسوی و قهرمان جودو اروپا و جهان است.

## زندگی‌نامه
سلین لوبرن که از نظر اصالت خانوادگی پدری به جزایر آنتیل تعلق دارد، به رغم مشکلات خانوادگی در دوره کودکی از جمله طرد شدن توسط پدر، در نوجوانی توانست به ورزش رو آورد و موفق شد در رشته جودو پیشرفت کند و در ۱۹۹۶به مقام قهرمانی فرانسه برسد. در ۱۹۹۷ و ۱۹۹۸ نیز صاحب دو مقام در مسابقات قهرمانی اروپا شد. در ۱۹۹۹ سلین در مسابقات جهانی بیرمنگام مدال برنز و در مسابقات قهرمانی اروپا مدال نقره دریافت کرد. او پس از چند قهرمانی پیاپی از جمله مدال نقره در بازیهای المپیک ۲۰۰۰ در سیدنی، در ۲۰۱۴ به حرفهٔ مربیگری جودو رو آورد.